# 感德镇
感德镇，是中华人民共和国福建省泉州市安溪县下辖的一个乡镇级行政单位。

## 行政区划
感德镇下辖以下地区：
潘田村、华地村、大坂村、福德村、炉地村、岭西村、尾厝村、洪佑村、洋山村、五甲村、大格村、槐川村、槐东村、槐植村、槐扬村、霞云村、霞中村、霞春村、霞庭村、岐阳村、石门村和龙通村。